# Чадамба, Зоя Борандаевна
Зоя Борандаевна Чадамба (10 марта 1928 — 4 января 2017) — советский и российский филолог, заслуженный деятель науки Тувинской АССР, кандидат филологических наук, ветеран тувинской науки, специалист в области тувинского языкознания и тюркологии.

## Биография
Родилась на стоянке Хол вблизи озера Моон-Холь Тоджинского кожууна ТНР. В 1947 году окончила Кызылскую среднюю школы № 2, в 1953 году — Тувинское отделение восточного факультета Ленинградского государственного университета под наставничеством корифей отечественной науки С. Е. Малов, В. М. Жирмунский, В. М. Наделяев. Она училась вместе следующими учёными Тувы: Ю. Л. Аранчын, Ш. Ч. Сат, М. Б. Кенин-Лопсан, А. К. Калзан. После окончания университета работала учителем родного языка и литературы школы № 2 г. Кызыла. В 1957 году поступила работать научным сотрудником в ТНИИЯЛИ (ныне ТИГПИ). В 1962—1965 годах обучалась в аспирантуре Института языкознания Академии наук СССР под руководством известного ученого-тюрколога Э. В. Севортяна. Кандидатскую диссертацию «Тоджинский диалект тувинского языка» защитила в Новосибирском госуниверситете в 1970 году. В 1973 году ВАКом ей присвоено звание старшего научного сотрудника. С 1972 по 1978 годы заведовала сектором языка и письменности, с 1978 по 1984 годы — старший научный сотрудник этого сектора. В 1984-1986 годах — старший преподаватель кафедры тувинской филологии КГПИ.

## Научная деятельность
Она — первый тувинский диалектолог, исследовавший не только тоджинский диалект, но и предложивший свою классификацию диалектов и говоров тувинского языка. Основные направления научных исследований З. Б. Чадамба: диалектология тувинского языка, поиск и дешифровка памятников тюркской рунической письменности, тувинская письменность и орфография, тувинская лексикография и антропонимика. Возглавляла и принимала активное участие в диалектологических экспедициях во многих районах Тувинской АССР. Участвовала в работе международных, всесоюзных и региональных тюркологических конгрессов, совещаний и конференций. Участвовала в сборе материалов для диалектологических атласов тюркских языков СССР и Сибири. Она внесла вклад в укрепление нормативных основ тувинского литературного языка, в дело изучения памятников орхоно-енисейской письменности. Приняла участие в составлении «Справочника личных имен народов РСФСР» (Москва), открыла и дешифровала ряд памятников древнетюркской рунической письменности на территории Тувы. Исследования Чадамба З. Б. имеют большое значение при составлении словарей, написании учебников по грамматике и диалектологии тувинского языка и изучении истории формирования тувинского и других тюркских языков. Она активно занималась общественно-политической работой, не один раз раз избиралась в депутаты Кызылского горсовета. В 1970 годы много лет проработала председателем правления Тувинского отделения Всесоюзного добровольного общества любителей книги. Занималась переводами художественных произведений своего брата Л. Б. Чадамба и супруга К. М. Аракчаа.

## Труды
- 4-е издание орфографического словаря тувинского языка «Тыва дылдың орфографтыг словары» (1958);
- «Основы тувинской орфографии» в соавторстве с А. А. Пальмбахом (1963);
- Тувинско-русский словарь (в составе авторского коллектива, 1980);
- «Тоджинский диалект тувинского языка» (Кызыл, 1974);
- цикл статей «Тувинские имена» в «Справочнике личных имен народов РСФСР» (Москва, 1965, 1979, 1987);
- Правила тувинской орфографии и пунктуации «Тыва орфографияның болгаш пунктуацияның дүрүмнери» в соавторстве с М. Д. Биче-оолом (1986, 2001);
- монография «Современная и древняя енисеика» (в соавторстве с И. А. Батмановым и Г. Ф. Бабушкиным; Фрунзе, 1962);
- сборники "Памятники древнетюркской письменности (в соавторстве с И. А. Батмановым и А. Ч. Кунаа; Кызыл, 1963);
- Тувинская диалектология и тюркская руника. Избранные научные труды. — Абакан, 2013.

## Награды звания
- медаль «За доблестный труд. В ознаменование 100-летия со дня рождения В. И. Ленина»
- медаль «За доблестный труд. 50 лет победы в Великой Отечественной войне»
- орден «Буян-Бадыргы» III степени
- Почетная грамота Верховного Хурала Республики Тыва
- заслуженный деятель науки Тувинской АССР